# Tân Sơn, Trà Cú
Tân Sơn là một xã thuộc huyện Trà Cú, tỉnh Trà Vinh, Việt Nam.

## Địa lý
Xã Tân Sơn có vị trí địa lý:
- Phía đông giáp xã Tập Sơn
- Phía tây giáp xã An Quảng Hữu
- Phía nam giáp xã Lưu Nghiệp Anh và xã Ngãi Xuyên
- Phía bắc giáp huyện Tiểu Cần.

Xã Tân Sơn có diện tích 12,51 km², dân số năm 2019 là 6.392 người, mật độ dân số đạt 511 người/km².

## Hành chính
Xã Tân Sơn được chia thành 7 ấp: Bến Thế, Chợ, Đôn Chụm A, Đồn Điền, Leng, Ông Rùm, Thốt Nốt.

## Lịch sử
Ngày 10 tháng 12 năm 2003, Chính phủ Việt Nam ban hành Nghị định số số 157/2003/NĐ-CP về việc thành lập xã Tân Sơn trên cơ sở 1.521,145 ha diện tích tự nhiên và 6.435 nhân khẩu của xã Tập Sơn.
Ngày 15 tháng 10 năm 2019, Hội đồng Nhân dân tỉnh Trà Vinh ban hành Nghị quyết 157/NQ-HĐND về việc:
- Sáp nhập ấp Đồn Điền A vào ấp Đồn Điền
- Sáp nhập ấp Đôn Chụm vào ấp Leng.